# Mártonffy József
Csík-mindszenti Mártonffy József, Mártonfi (Csíkszentkirály, 1746. január 15. – Gyulafehérvár, 1815. március 3.) jezsuita szerzetes, erdélyi katolikus püspök.

## Élete
Szülei, Mártonffy Tamás és Józsa Kata korán elhaltak; az árvát Adorján József lelkész, majd ennek halála után testvére Adorján István csíkmindenszenti birtokos vette pártfogása alá. Iskoláit a csíksomlyói ferencesek zárdájában kezdte, majd Kolozsváron a jezsuiták kollégiumában folytatta, ahol mint asztalkörüli és szobaszolga ingyen kapott szállást és élelmet. 1763-ban a jezsuita rend növendékei közé lépett. Az újoncéveket Bécsben töltötte és ekkor tanulmányozta a régi görög és római klasszikus írókon kívül a francia és német nyelvet.
1770-ben Budán a grammatikát, 1771-ben Bécsben a matematikát tanította, 1772-73-ban ismét Budán az ékesszólás tanára volt. Ekkor szövődött közte és Révai közt az a meghitt barátság, mely ez utóbbinak haláláig tartott. A jezsuita rend feloszlatása után 1774-ben Kolozsvárra került matematikatanárként. 1779-ben Mária Terézia királynő kinevezte az erdélyi római katolikus iskolák főigazgatójává; ezt a hivatalt hét évig töltötte be. 1781-ben a könyvvizsgálói korlátlan hatalom is reá bízatott, mely hivatalában igazságos eljárásával a közszeretetet vívta ki magának.
1786-ban királyi főkormányszéki valóságos tanácsos lett és ekkor költözött Nagyszebenből Kolozsvárra. 1788-ban címzetes kanonokká, 1793-ban pedig szerbiai címzetes püspökké nevezték ki. Batthyány Ignác halálával I. Ferenc 1799. március 14-én őt nevezte ki Erdély püspökének.
Érdemei különösen a jótékonyság és a nevelés terén tűntek ki. A Szent István-rend kommendatora volt. 1810-ben, 64 éves korában I. Ferenc császár életében elért eredményei megbecsüléseként a Szent István-rend koronás középkeresztjével tüntette ki. Az utókor számára fennmaradt portréin is ezzel az érdemrenddel ábrázolták. A tudósokat, köztük az ínséggel küzdő Révait segítette s általában az irodalmat pártolta.

## Művei
- Trauerrede auf Marien Theresien Kaiserin Königin Grossfürstin von Siebenbürgen bei dem feyerlichen, Leichenbegängnisse, welches die hohen Stände des Grossfürstenthums zum Andenken Ihrer hochseligen Monarchim in der Hermannstädter Pfarrkirche am 15., 16. und 17. Jenner 1781. veranstalteten. Gehalten den 16. Jenner. Hermannstadt
- Venerabili Clero Dioeceseos suae tam seculari quam regulari salutem in Domino sempiternam. Claudiopoli, 1804 (püspöki pásztorlevél)

Kéziratban maradtak a következő színművei: 
- Buda deák, 3 felvonás
- Nádasdi deák, 3 felvonás
- Mathias Corvinus deák, 7 jelenet
- Hypocrita deák, 9 jelenet
- Salamon magyar király, 4 jelenet hexameterekben